# Estación Longaví
Longaví fue una estación ferroviaria ubicada en la comuna chilena de Longaví, en la Región del Maule. Actualmente no presta servicios.

## Historia

### SigloXIX
Fue construida junto con la unión de la vía del ferrocarril Talcahuano - Chillán y Angol con el ferrocarril Santiago - Curicó, siendo inaugurado en 1874. Luego pasó a formar parte de la Red Sur de Ferrocarriles del Estado, y está en el km 316 parte del Troncal Sur.

### SigloXX
Entre las décadas de 1970 y 1980 el servicio ferroviario en la región del Maule experimentó una disminución significativa, afectando la operatividad de estaciones como la de Longaví. Este declive se debió a cambios en las políticas de transporte y al auge de otros medios de movilización.

### SigloXXI
En noviembre de 2010 un incendio destruyó el edificio de la estación de pasajeros.

## Infraestructura
Actualmente no contempla detención pero posee una oficina de tráfico de Ferrocarriles para controlar el paso de trenes de carga y de pasajeros,de estos últimos el Servicio Terrasur Chillán corresponde a la mayor cantidad de movilizaciones. También posee una antigua bodega y un gran patio de rieles.
La Subestación Eléctrica Longaví se encuentra a un costado del recinto estación y cubre hasta el alcance de la S/E Ñiquén, ubicada a 41 kilómetros más al sur, en la Región de Ñuble. Al norte cubre hasta el alcance de la S/E Villa Alegre.